# Peter Bosz
Peter Sylvester Bosz [ˈpeːtər ˈbɔs] (* 21. November 1963 in Apeldoorn, Niederlande) ist ein niederländischer Fußballtrainer und ehemaliger Fußballspieler. Als Spieler im Herrenbereich war er zwischen 1981 und 1999 für Vereine in den Niederlanden, Frankreich, Japan und Deutschland aktiv.
Im Anschluss nahm er ab 2000 innerhalb der nächsten 16 Jahre verschiedene Trainertätigkeiten in seinem Heimatland an. Es folgten Engagements in Israel und Deutschland sowie für eine Saison bei Ajax Amsterdam. Von Januar 2019 bis März 2021 arbeitete er als Cheftrainer für den deutschen Bundesligisten Bayer 04 Leverkusen. Von Juli 2021 bis Oktober 2022 trainierte er den französischen Ligue-1-Verein Olympique Lyon und steht aktuell bei der PSV Eindhoven unter Vertrag.

## Spielerkarriere
Bosz begann mit dem Fußballspielen in seiner Geburtsstadt bei den Amateurvereinen OBV Apeldoorn und AGOVV Apeldoorn. 1981 wechselte er zu Vitesse Arnheim und debütierte 17-jährig in der zweiten niederländischen Liga. Nach drei Jahren – er war bis dahin regelmäßig zum Einsatz gekommen – wechselte Bosz 1984 zurück in den Amateurbereich und spielte für eine Saison bei seinem Jugendverein AGOVV Apeldoorn.
1985 unterschrieb er einen Vertrag beim RKC Waalwijk. Dem Verein gelang 1988 erstmals der Aufstieg in die erste Liga, woraufhin Bosz zu Sporting Toulon wechselte. An der Mittelmeerküste hatte er dreimal den Klassenerhalt in der Ligue 1 erreicht, ehe er 1991 von Feyenoord Rotterdam verpflichtet wurde. In seinem ersten Jahr gewann Bosz dort den KNVB-Pokal. In den folgenden vier Jahren folgten zwei weitere Pokalsiege und 1993 ein Meistertitel.

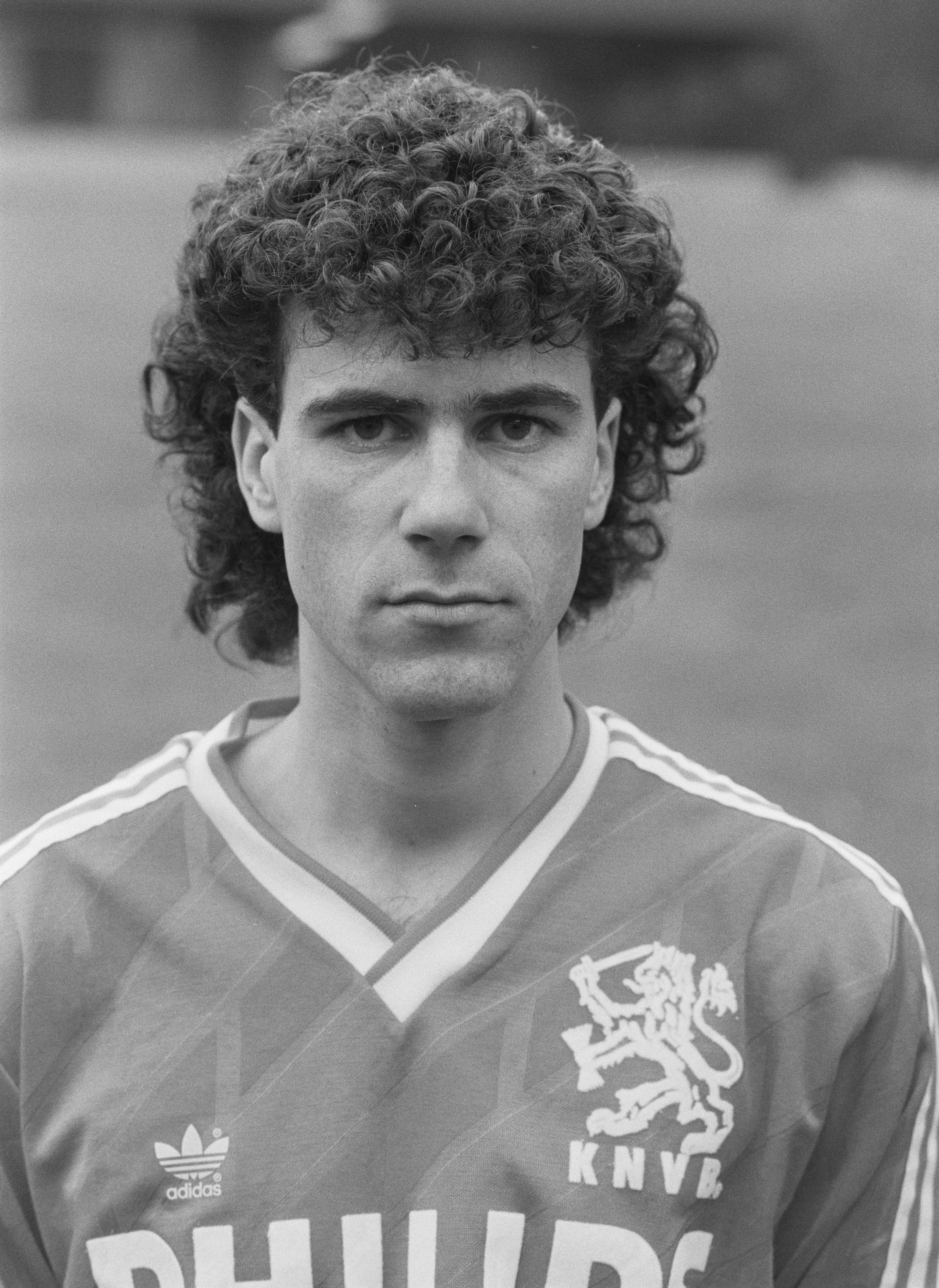
Peter Bosz im März 1988

1996 wechselte Bosz in die japanische J. League zu JEF United Ichihara. Nach dem Ende der Saison 1997, die im Kalenderjahr ausgetragen worden war, nahm der defensive Mittelfeldspieler in der Winterpause ein Angebot des deutschen Bundesligisten Hansa Rostock an und erreichte mit den Mecklenburgern am Saisonende den sechsten Platz.
Danach kehrte er in die Niederlande zurück, spielte ein Jahr für NAC Breda und stieg mit der Mannschaft in die Zweitklassigkeit ab. Daraufhin ging Bosz zurück nach Japan zu JEF United und beendete dort nach einem halben Jahr seine aktive Profikarriere, 18 Jahre, nachdem sie begonnen hatte.
Bosz spielte von 1991 bis 1995 achtmal für die niederländische Nationalmannschaft und nahm mit ihr an der EM 1992 teil.

## Trainerkarriere

### In den Niederlanden und Israel
Nach seiner aktiven Laufbahn übernahm Bosz im Jahr 2000 den Trainerposten bei seinem Jugendverein AGOVV Apeldoorn. Mit dem Amateurverein gewann er 2002 die nationale Meisterschaft der Amateure. Im gleichen Jahr wechselte er auf die Trainerbank des Ehrendivisionärs De Graafschap. Dort stieg er mit der Mannschaft als Tabellenletzter ab. Im folgenden Jahr war Bosz ohne Trainertätigkeit; 2004 unterschrieb er einen Vertrag bei Heracles Almelo. Mit Heracles stieg er im ersten Jahr in die erste Liga auf und hielt im zweiten Jahr die Klasse.
Ab der Saison 2006/07 war Bosz Technischer Direktor bei Feyenoord Rotterdam.
Im Jahre 2010 kehrte Bosz als Trainer zu Heracles zurück. In der Saison 2010/11 wurde Heracles Almelo unter Bosz Achter der Eredivisie und nahm an den Qualifikationsspielen zur Europa-League teil, in welchen man gleich zu Beginn ausschied. Im KNVB-Pokal 2010/11 schied man in der vierten Runde aus.
In der Saison 2011/12 wurde man Zwölfter und verpasste die Europa-League Qualifikationsspiele, jedoch gelangte man im KNVB-Pokal bis ins Finale, welches man gegen PSV Eindhoven verlor.
In Bosz’ letzter Saison wurde man noch einmal zwölfter und schied im KNVB-Pokal 2012/13 im Viertelfinale aus.
Ab Juni 2013 trainierte Bosz Vitesse Arnheim. In den ersten beiden Saisons 2013/14 und 2014/15 wurde man erst Sechster und dann Fünfter der Eredivisie und scheiterte erst in der ersten bzw. zweiten Runde der Europa-League-Qualifikationsspielen. Im KNVB-Pokal unterlag man je im Achtel- bzw. Viertelfinale. Im Januar 2016 wurde das Engagement beendet.
Anschließend war Bosz bis zum Sommer Trainer von Maccabi Tel Aviv in Israel. Die Ligat ha’Al 2016/17 beendete Maccabi dann als zweiter.
Danach übernahm Bosz die Mannschaft von Ajax Amsterdam und erreichte mit dem Team, das überwiegend aus jungen und talentierten Spielern bestand, den zweiten Platz der Eredivisie 2016/17, während im KNVB-Pokal 2016/17 im Achtelfinale Schluss war. Am Anfang der Saison gelangte man durch die Champions-League-Qualifikation 2016/17 in die Europa League 2016/17. In der Europa League setzte man sich als Gruppenerster vor Celta Vigo durch und gelangte in die K.-o.-Phase. Nach Siegen gegen Legia Warschau, FC Kopenhagen, FC Schalke 04 und Olympique Lyon erreichte Ajax das Finale, welches man gegen Manchester United verlor.

### Borussia Dortmund
Zur Saison 2017/18 übernahm Bosz die Bundesligamannschaft von Borussia Dortmund als Nachfolger Thomas Tuchels. Er erhielt einen Zweijahresvertrag. Unter Bosz stand der BVB nach sieben Spieltagen mit 19 von 21 möglichen Punkten fünf Punkte vor dem FC Bayern München an der Tabellenspitze. In den folgenden acht Spielen holte die Mannschaft nur noch drei Punkte und rutschte auf den achten Tabellenplatz ab. Dazu schied sie aus der Champions League mit zwei gewonnenen Punkten hinter Tottenham Hotspur und Real Madrid und vor APOEL Nikosia aus. Nach insgesamt neun Pflichtspielen in Folge ohne Sieg, darunter ein 4:4-Unentschieden im Revierderby gegen den FC Schalke 04 nach einer 4:0-Führung, wurde Bosz am 10. Dezember 2017 durch den eine Woche zuvor beim 1. FC Köln freigestellten Peter Stöger ersetzt.

### Bayer 04 Leverkusen
Ab dem 4. Januar 2019 arbeitete Bosz als Cheftrainer des deutschen Bundesligisten Bayer 04 Leverkusen als Nachfolger von Heiko Herrlich, der die Hinrunde der Saison 2018/19 mit 24 Punkten auf dem neunten Tabellenplatz abschloss und anschließend freigestellt wurde. Unter Bosz holte Bayer 04 Leverkusen in der Rückrunde 34 Punkte, wodurch man am letzten Spieltag den 4. Tabellenplatz erreichte und sich für die Gruppenphase der Champions League qualifizierte. Innerhalb der Winterpause der Spielzeit 2019/20 erhielt der Niederländer eine Vertragsverlängerung bis Juni 2022.
In seiner zweiten Bundesligasaison mit Bayer 04 Leverkusen verpasste er nur knapp die Qualifikation für die Champions League und beendete die Saison auf dem fünften Tabellenplatz. Somit spielte Bayer 04 in der kommenden Saison in der Europa League. In der DFB-Pokalsaison 2019/20 führte Bosz die Werkself zum ersten Mal nach elf Jahren wieder ins Endspiel, in dem man auf den Titelverteidiger FC Bayern München traf. Das Finale gegen den FC Bayern München verlor man schließlich mit 2:4. Dies war Bosz’ drittes verlorenes Finale als Profitrainer. Nach dem Ausscheiden aus der Champions League 2019/20, über den dritten Platz der Gruppenphase, hinter Juventus Turin und Atletico Madrid, gelangte man in die Europa League 2019/20. Dort schied man, nach Siegen gegen den FC Porto und die Glasgow Rangers, erst im Viertelfinale, gegen den späteren Finalisten Inter Mailand aus. Damit erreichte Bayer 04 Leverkusen zum ersten Mal seit 2008 die drittletzte Runde eines Europapokal-Wettbewerbs.
Obwohl Bayer 04 mit Bosz in der Saison 2020/21 am 11. und 12. Spieltag nach sechs Jahren erstmals wieder an der Tabellenspitze der Bundesliga gewesen war, blieb der Erfolg der Mannschaft nach dem Jahreswechsel aus, sie erreichte in 13 Spielen nur 12 Punkte und damit weniger als die Hälfte als in den 13 Partien zuvor (28). Dazu schied die Mannschaft gegen die BSC Young Boys in der Europa League sowie im DFB-Pokal gegen den Viertligisten Rot-Weiss Essen aus. Bosz wurde nach zuletzt nur einem Sieg aus den letzten sechs Ligaspielen und Niederlagen gegen die Abstiegskandidaten Arminia Bielefeld und Hertha BSC am 23. März 2021 nach dem 26. Spieltag aufgrund des „anhaltenden Negativtrend[s]“ von seinen Aufgaben entbunden.

### Olympique Lyon
Bosz übernahm zur Saison 2021/22 den französischen Erstligisten Olympique Lyon als Cheftrainer. Er unterschrieb Ende Mai 2021 einen Zweijahresvertrag mit der Option auf eine weitere Saison. In seinem ersten Jahr belegte er mit der Mannschaft den 8. Platz und verpasste damit die internationalen Ränge. In der Europa League schloss OL die Gruppenphase vor den Glasgow Rangers, Sparta Prag und Brøndby IF als Erster ab, womit man direkt in das Achtelfinale einzog. Nach einem Sieg gegen den FC Porto war im Viertelfinale gegen West Ham United Schluss. In der darauffolgenden Saison wurde Bosz nach einem schwachen Ligastart entlassen.

### PSV Eindhoven
Zur Saison 2023/24 übernahm er die PSV Eindhoven. Er erhielt einen Dreijahresvertrag bis 2026.

## Erfolge und Auszeichnungen
Als Spieler:
- Niederländischer Meister: 1993
- Niederländischer Pokalsieger: 1992, 1994, 1995
- Halbfinale Europameisterschaft 1992
- DFB-Hallenpokalsieger 1998

Als Trainer:
- Niederländischer Meister: 2024, 2025
- KNVB-Pokal-Finalist 2011/12 mit Heracles Almelo
- UEFA-Europa-League-Finalist: 2016/17 mit Ajax Amsterdam
- DFB-Pokal-Finalist: 2019/20 mit Bayer 04 Leverkusen
- Johan-Cruyff-Schale: 2023 mit der PSV Eindhoven

Sonstiges:
- DFB-Fair-Play-Medaille: 2021